# Adrian Sikora
Pour les articles homonymes, voir Sikora.
Adrian Sikora, né le 19 mars 1980 à Ustroń, est un footballeur international polonais. Il évoluait au poste d'attaquant.

## Biographie
Adrian Sikora compte deux sélections avec la Pologne.

## Carrière
- 2001-2002 :  Podbeskidzie Bielsko-Biała
- 2003 :  Górnik Zabrze
- 2004-2008 :  Dyskobolia
- 2008-2009 :  Real Murcie
- 2009-2011 :  APOEL Nicosie
- 2011- :  Podbeskidzie Bielsko-Biała[1]

## Palmarès
Dyskobolia Grodzisk Wielkopolski
- Vice-Champion de Pologne : 2005
- Vainqueur de la Coupe de Pologne : 2005, 2007
- Vainqueur de la Coupe de la Ligue de Pologne : 2007, 2008

 APOEL Nicosie
- Vainqueur de la Supercoupe de Chypre de football : 2009